# Dagmar Käsling
Dagmar Käsling (Magdeburgo, 15 de fevereiro de 1947) é uma ex-atleta alemã, competidora de provas de velocidade no atletismo.
Participou dos Jogos Olímpicos de Munique em 1972, conquistando a medalha de ouro no revezamento feminino 4X400 m da Alemanha Oriental, junto com  Rita Kühne, Helga Seidler e Monika Zehrt, que quebrou por duas vezes nos Jogos o recorde mundial da prova.
Depois de se aposentar como atleta, passou a dar aulas e fazer pesquisas em novas modalidades de treinamento para atletas de provas de pista e campo, integrando o corpo docente no Instituto de Ciências do Esporte da Universidade de Magdeburgo.